# Scleria mucronata
Scleria mucronata är en halvgräsart som beskrevs av Jean Louis Marie Poiret. Scleria mucronata ingår i släktet Scleria och familjen halvgräs. Inga underarter finns listade i Catalogue of Life.